# Sarangani (provincie)
Sarangani is een provincie van de Filipijnen in het uiterste zuiden van het eiland Mindanao. De provincie maakt deel uit van regio XII (SOCCSKSARGEN). De hoofdstad van de provincie is de gemeente Alabel. Bij de census van 2015 telde de provincie ruim 544 duizend inwoners.

## Geografie

### Bestuurlijke indeling
Sarangani bestaat uit 7 gemeenten.
| - Alabel - Glan - Kiamba - Maasim - Maitum - Malapatan - Malungon |

Deze stad en gemeenten zijn weer verder onderverdeeld in 140 barangays.

## Demografie
Sarangani  had bij de census van 2015 een inwoneraantal van 544.261 mensen. Dit waren 45.357 mensen (9,1%) meer dan bij de vorige census van 2010. Ten opzichte van de census van 2000 was het aantal inwoners gegroeid met 133.639 mensen (32,5%). De gemiddelde jaarlijkse groei in die periode kwam daarmee uit op 1,67%, hetgeen lager was dan het landelijk jaarlijks gemiddelde over deze periode (1,72%).

De bevolkingsdichtheid van Sarangani  was ten tijde van de laatste census, met 544.261 inwoners op 3601,25 km², 151,1 mensen per km².

## Economie
Sarangani is een arme provincie. Uit cijfers van het National Statistical Coordination Board (NSCB) uit het jaar 2003 blijkt dat 51,0% (10.846 mensen) onder de armoedegrens leefde. In het jaar 2000 was dit 52,3%. Daarmee staat Sarangani 15de op de lijst van provincies met de meeste mensen onder de armoedegrens. Van alle 79 provincies staat Sarangani bovendien 13de op de lijst van provincies met de ergste armoede.